# Ye Meixin
Ye Meixin (ur. 2 sierpnia 1989) – chińska judoczka.
Startowała w Pucharze Świata w 2009. Brązowa medalistka igrzysk Wschodniej Azji w 2009. Druga w drużynie na uniwersjadzie w 2011 i trzecia w 2009 roku.